# Ronde van Italië 1962
| Eindklassement      |                        |              |
| Algemeen klassement | Franco Balmamion       | 123h 07' 03" |
| Tweede              | Imerio Massignan       | + 3' 57"     |
| Derde               | Nino Defilippis        | + 5' 02"     |
| Vierde              | Vito Taccone           | + 5' 21"     |
| Vijfde              | Vittorio Adorni        | + 7' 11"     |
| Zesde               | José Pérez Frances     | + 7' 29"     |
| Zevende             | Ercole Baldini         | + 7' 54"     |
| Achtste             | Graziano Battistini    | + 8' 05"     |
| Negende             | Guido Carlesi          | + 14' 22"    |
| Tiende              | Armand Desmet          | + 15' 55"    |
| (Ned)               | Huub Zilverberg (15e)  | + 30' 21"    |
| Rode Lantaarn       | Fidele Rubagotti (47e) | + 4h 08' 47" |
| Bergklassement      | Angelino Soler         | ? punten     |
| Tweede              | Joseph Carrara         | ? punten     |
| Derde               | Vincenzo Meco          | ? punten     |
| Ploegenklassement   | ?                      | ?            |
| Tweede              | Faema                  | ?            |
| Derde               | ?                      | ?            |

In 1962 ging de 45e Giro d'Italia op 19 mei van start in Milaan. Hij eindigde op 9 juni in Milaan. Er stonden 130 renners verdeeld over 13 ploegen aan de start. Hij werd gewonnen door Franco Balmamion.
Aantal ritten: 21

Totale afstand: 4182.0 km

Gemiddelde snelheid: 33.968 km/h

Aantal deelnemers: 130

## Belgische en Nederlandse prestaties
In totaal namen er 13 Belgen en 2 Nederlanders deel aan de Giro van 1962.

### Belgische etappezeges
- Willy Schroeders won de 6e etappe van Rieti naar Fiuggi.
- Armand Desmet won de 7e etappe van Avellino naar Montevergine.
- Rik Van Looy won de 9e etappe van Foggia naar Chieti en de 11e etappe van Fano naar Castrocaro Terme.

### Nederlandse etappezeges
- Huub Zilverberg won de 8e etappe van Avellino naar Foggia.

## Etappe uitslagen
| Datum                  | Etappe    | Parcours                                      | Afstand | Eerste                    | Tweede                   | Derde                     | Klassementsleider         |
| ---------------------- | --------- | --------------------------------------------- | ------- | ------------------------- | ------------------------ | ------------------------- | ------------------------- |
| 19 mei                 | etappe 1  | Milaan - Tabiano Bagni                        | 185 km  | Dino Liviero (Ita)        | Emile Daems (Bel)        | Edgard Sorgeloos (Bel)    | Dino Liviero (Ita)        |
| 20 mei                 | etappe 2  | Salsomaggiore Terme - Sestri Levante          | 158 km  | Graziano Battistini (Ita) | Marcel Ongenae (Bel)     | Jos Hoevenaars (Bel)      | Graziano Battistini (Ita) |
| 21 mei                 | etappe 3  | Sestri Levante - Marliana                     | 225 km  | Angelino Soler (Spa)      | Huub Zilverberg (Ned)    | Vito Taccone (Ita)        | Antonio Suárez (Spa)      |
| 22 mei                 | etappe 4  | Montecatini Terme - Perugia                   | 248 km  | Antonio Bailetti (Ita)    | Giorgio Zancanaro (Ita)  | Franco Balmamion (Ita)    | Antonio Suárez (Spa)      |
| 23 mei                 | etappe 5  | Perugia - Rieti                               | 258 km  | Joseph Carrara (Fra)      | Piet van Est (Ned)       | Carlo Brugnami (Ita)      | Antonio Suárez (Spa)      |
| 24 mei                 | etappe 6  | Rieti - Fiuggi.                               | 193 km  | Willy Schroeders (Bel)    | Armando Pellegrini (Ita) | Giuseppe Sartore (Ita)    | Vincenzo Meco (Ita)       |
| 25 mei                 | etappe 7  | Avellino - Montevergine                       | 220 km  | Armand Desmet (Bel)       | Henry Anglade (Fra)      | Giuseppe Sartore (Ita)    | Armand Desmet (Bel)       |
| 26 mei                 | etappe 8  | Avellino - Foggia                             | 110 km  | Huub Zilverberg (Ned)     | Sante Ranucci (Ita)      | Rino Benedetti (Ita)      | Armand Desmet (Bel)       |
| 27 mei                 | etappe 9  | Foggia - Chieti                               | 205 km  | Rik Van Looy (Bel)        | José Pérez Frances (Spa) | Graziano Battistini (Ita) | Armand Desmet (Bel)       |
| 28 mei                 | etappe 10 | Chieti - Fano                                 | 218 km  | Giuseppe Tonucci (Ita)    | Dino Bruni (Ita)         | Alberto Marzaioli (Ita)   | Armand Desmet (Bel)       |
| 29 mei                 | etappe 11 | Fano - Castrocaro Terme                       | 170 km  | Rik Van Looy (Bel)        | Jos Hoevenaars (Bel)     | Alfredo Sabbadin (Ita)    | Armand Desmet (Bel)       |
| 30 mei                 | etappe 12 | Forlì - Lignano Sabbiadoro                    | 298 km  | Bruno Mealli (Ita)        | Willy Schroeders (Bel)   | Giacomo Fornoni (Ita)     | Armand Desmet (Bel)       |
| 31 mei                 | etappe 13 | Lignano Sabbiadoro - Belluno                  | 173 km  | Guido Carlesi (Ita)       | Angelino Soler (Spa)     | Armand Desmet (Bel)       | Armand Desmet (Bel)       |
| 1 juni was een rustdag |           |                                               |         |                           |                          |                           |                           |
| 2 juni                 | etappe 14 | Belluno - Passo Rolle                         | 160 km  | Vincenzo Meco (Ita)       | Ercole Baldini (Ita)     | Imerio Massignan (Ita)    | Graziano Battistini (Ita) |
| 3 juni                 | etappe 15 | Moena - Aprica                                | 215 km  | Vittorio Adorni (Ita)     | Vito Taccone (Ita)       | Huub Zilverberg (Ned)     | Graziano Battistini (Ita) |
| 4 juni                 | etappe 16 | Aprica - Piani Resinelli                      | 123 km  | Angelino Soler (Spa)      | Franco Balmamion (Ita)   | Freddy Rügg (Zwi)         | Graziano Battistini (Ita) |
| 5 juni                 | etappe 17 | Lecco - Casale Monferrato                     | 194 km  | Armando Pellegrini (Ita)  | Loris Guernieri (Ita)    | Jean Milesi (Fra)         | Franco Balmamion (Ita)    |
| 6 juni                 | etappe 18 | Casale Monferrato - Frabosa Soprana           | 193 km  | Angelino Soler (Spa)      | Loris Guernieri (Ita)    | Armand Desmet (Bel)       | Franco Balmamion (Ita)    |
| 7 juni                 | etappe 19 | Frabosa Soprana - Saint-Vincent-d'Aoste       | 238 km  | Giuseppe Sartore (Ita)    | Aldo Beraldo (Ita)       | Guido Carlesi (Ita)       | Franco Balmamion (Ita)    |
| 8 juni                 | etappe 20 | Saint-Vincent-d'Aoste - Saint-Vincent-d'Aoste | 238 km  | Alberto Assirelli (Ita)   | Vito Taccone (Ita)       | Nino Defilippis (Ita)     | Franco Balmamion (Ita)    |
| 9 juni                 | etappe 21 | Saint-Vincent-d'Aoste - Milaan                | 160 km  | Guido Carlesi (Ita)       | Rino Benedetti (Ita)     | Armando Pellegrini (Ita)  | Franco Balmamion (Ita)    |

 winnaars · 
roze trui · 
  puntenklassement · 
  bergklassement · 
 jongerenklassement · 
 intergiro · 
 ploegenklassement · 
 strijdlust · 
 zwarte trui
Giro d'Italia Next Gen · Giro Donne · Cima Coppi
 Belgische rozetruidragers · etappewinnaars
 Nederlandse rozetruidragers · etappewinnaars
Mannen:
1909 · 
1910 · 
1911 · 
1912 · 
1913 · 
1914 · 
1919 · 
1920 · 
1921 · 
1922 · 
1923 · 
1924 · 
1925 · 
1926 · 
1927 · 
1928 · 
1929 · 
1930 · 
1931 · 
1932 · 
1933 · 
1934 · 
1935 · 
1936 · 
1937 · 
1938 · 
1939 · 
1940 · 
1946 · 
1947 · 
1948 · 
1949 · 
1950 · 
1951 · 
1952 · 
1953 · 
1954 · 
1955 · 
1956 · 
1957 · 
1958 · 
1959 · 
1960 · 
1961 · 
1962 · 
1963 · 
1964 · 
1965 · 
1966 · 
1967 · 
1968 · 
1969 · 
1970 · 
1971 · 
1972 · 
1973 · 
1974 · 
1975 · 
1976 · 
1977 · 
1978 · 
1979 · 
1980 · 
1981 · 
1982 · 
1983 · 
1984 · 
1985 · 
1986 · 
1987 · 
1988 · 
1989 · 
1990 · 
1991 · 
1992 · 
1993 · 
1994 · 
1995 · 
1996 · 
1997 · 
1998 · 
1999 · 
2000 · 
2001 · 
2002 · 
2003 · 
2004 · 
2005 · 
2006 · 
2007 · 
2008 · 
2009 · 
2010 · 
2011 · 
2012 · 
2013 · 
2014 · 
2015 · 
2016 · 
2017 · 
2018 · 
2019 · 
2020 · 
2021 · 
2022 · 
2023 · 
2024 · 
2025
Vrouwen:
1988 · 
1989 · 
1990 · 
1991 ·
1992 ·
1993 · 
1994 · 
1995 · 
1996 · 
1997 · 
1998 · 
1999 · 
2000 · 
2001 · 
2002 · 
2003 · 
2004 · 
2005 · 
2006 · 
2007 · 
2008 · 
2009 · 
2010 · 
2011 · 
2012 ·
2013 · 
2014 ·
2015 ·
2016 ·
2017 ·
2018 ·
2019 ·
2020 ·
2021 ·
2022 ·
2023 ·
2024 ·
2025